# Salem Saeed
Salem Abdullah Awadh Saeed (sinh ngày 1 tháng 1 năm 1984) là một cầu thủ bóng đá người Yemen thi đấu cho Al-Hilal Al-Sahili, ở vị trí thủ môn.

## Sự nghiệp
Saeed chơi bóng ở Yemen và Oman cho Hassan Abyan, Al-Nasr và Al-Hilal Al-Sahili.
Anh ra mắt quốc tế cho Yemen năm 2007, and has appeared for them in Vòng loại Giải vô địch bóng đá thế giới matches.